# Woollim Entertainment
La Woollim Entertainment è un'etichetta discografica k-pop sudcoreana, fondata nel 2003 come casa discografica.

## Artisti

### Solisti
- Kwon Eun-bi
- Nam Woo-hyun
- Lee Su-jeong

### Gruppi
- Infinite
- Golden Child
- Rocket Punch
- Drippin

## Ex artisti
- Epik High
- Kim Dong-ryul
- Lee Jin-young
- Kang Kyun-sung
- Kwak Jung-wook
- Tasty (2012–2015)
- Nell
- Infinite
  - Hoya (2010–2017)
  - L (2010–2019)
  - Sungkyu (2010–2021)
  - Dongwoo (2010–2021)
  - Sungyeol (2010–2021)
  - Sungjong (2010–2022)
- Kim Min-seok
- Golden Child
  - Park Jae-seok (2017–2018)
- Oh Hyun-min
- Joo (2015–2020)
- Lovelyz (2014–2021)
  - Jiae (2014–2021)
  - Jisoo (2014–2021)
  - Mijoo (2014–2021)
  - Kei (2014–2021)
  - Jin (2014–2021)
  - Sujeong (2014–2021)
  - Yein (2014–2021)
- Kim Chae-won (2018–2021)